# Кубок України з гандболу серед жінок 2016—2017
Кубок України з гандболу 2015-2016 — гандбольний турнір за Кубок України серед жіночих команд української Суперліги. Проводиться вдруге після відновлення у 2016 році..
Проходив 20-21 травня 2017 року в легкоатлетичному манежі УАБС НБУ міста Суми за участю команд:
- «Галичанка» (Львів);
- «Карпати» (Ужгород);
- «Дніпрянка» (Херсон);
- «Реал» (Миколаїв).[2]

Пари у півфінальних матчах були визначені 19 травня шляхом жеребкування.

## Турнірна таблиця
|  | Півфінал |                      |          |  |  |                      |                     |                   |
|  |          | «Карпати» (Ужгород)  | 19       |  |  |                      |                     |                   |
|  |          | «Дніпрянка» (Херсон) | 22       |  |  | Фінал                | Фінал               | Фінал             |
|  |          |                      |          |  |  |                      | «Галичанка» (Львів) | 26                |
|  | Півфінал | Півфінал             | Півфінал |  |  | «Дніпрянка» (Херсон) | 23                  |                   |
|  |          | «Галичанка» (Львів)  | 27       |  |  |                      |                     |                   |
|  |          | «Реал» (Миколаїв)    | 16       |  |  | Матч за 3-є місце    | Матч за 3-є місце   | Матч за 3-є місце |
|  |          |                      |          |  |  |                      | «Карпати» (Ужгород) | 31                |
|  |          |                      |          |  |  |                      | «Реал» (Миколаїв)   | 18                |